# El Mundo del Profesor Rossa
El Mundo del Profesor Rossa fue un programa de televisión infantil educativo chileno transmitido por UCV Televisión desde 1981 hasta 1984 y desde ese año hasta 2002 por Canal 13.  
En él, el «Profesor Rossa» (Iván Arenas) buscaba enseñar a los televidentes (niños y sus familias) rasgos interesantes del mundo animal, para lo cual hacía dibujos, presentaba trozos de documentales, y viajaba a lugares donde poder observar la flora y la fauna, o también la cultura de otros países. El toque humorístico del programa fue aumentando gradualmente en el tiempo con la incorporación en 1985 de «Guru-Guru» (un palomo mensajero, hijo adoptivo del profesor), y luego en 1991 con «Don Carter» (el cartero, amigo del profesor y de «Guru-Guru»).

## Formato
El programa era transmitido desde abril de 1993 en el día sábado alrededor de las 15:00 horas (aunque en sus primeras 7 temporadas se emitía el día domingo a las 12:30 horas hasta el 27 de diciembre de 1992 después de la franja de dibujos animados o del cierre de transmisiones que por una sequía ocurrida entre 1989 y 1990 y como contribución al Plan de Ahorro de Energía del Gobierno de Turno), y se ambientaba en la casa donde vivía el Profesor Rossa. Él, cuando no interactuaba con otros personajes, hablaba enfrentando la cámara dirigiéndose a los niños, de forma que se sintieran dentro de su casa, rompiendo la "cuarta pared".
En las primeras temporadas, el Profesor Rossa interactuaba con el Tío Valentín, explicándole temas sobre la naturaleza, al tiempo que éste escuchaba, hacía comentarios, e incorporaba acompañamiento musical. Posteriormente llegó el personaje Guru-Guru, nacido de un huevo dejado en el estudio. Tiempo después, el Profesor Rossa descubrió un pasadizo secreto dentro de su propia casa, que lo conectaba con un subterráneo, lugar hacia el cual se desplazó el programa durante algunas temporadas más, abandonando el primer set. También fueron incorporándose más personajes, dándole relevancia creciente a la comedia, en paralelo a los contenidos educativos.
La mayor parte del tiempo se centraba en mostrar lo que sucedía en la sala de la casa, la cual fue cambiando a lo largo de los años, por ejemplo en su versión más recordada, utilizada durante 8 temporadas en la década de  los 90, había un sofá, un pizarrón, un ascensor al segundo piso, la puerta de entrada y una puerta giratoria que daba al estudio. En ambos lugares el profesor guardaba vídeos en formato Betacam donde se suponía que estaba grabado el material para mostrar. Un rasgo característico del programa era que, para poder ver los videos, los personajes se ponían el videocassette a la altura de los ojos y pegado a la cara, y en ese momento comenzaba a aparecer el documental en pantalla, narrado por locutores como Augusto Gatica (hasta diciembre de 1995), Sergio "Neri" Montoya (1996-1998), Iván Moya Peñaloza (2000-2002) o el propio Profesor Rossa (primero de fines de los 80s a inicios de los 90s, y después en mayo-diciembre de 1999)
Para matizar los contenidos de carácter netamente educativo, el programa era coprotagonizado por "Guru-Guru" (primero interpretado por Francisco Ossa y luego por Claudio Moreno), un pájaro que vivía con el profesor, y que era en cierta forma como su hijo, y "Don Carter" (Juan Alcayaga), el cartero que a menudo los visitaba. Ocasionalmente hacía su aparición un cuarto personaje, el tío Valentín Trujillo que los visitaba de vez en cuando. Los cuatro aportaban el humor al programa cuando, al tratar de aplicar los contenidos aprendidos, causaban más de algún desorden en la casa, lo cual casi siempre le repercutía al profesor.

## Personajes

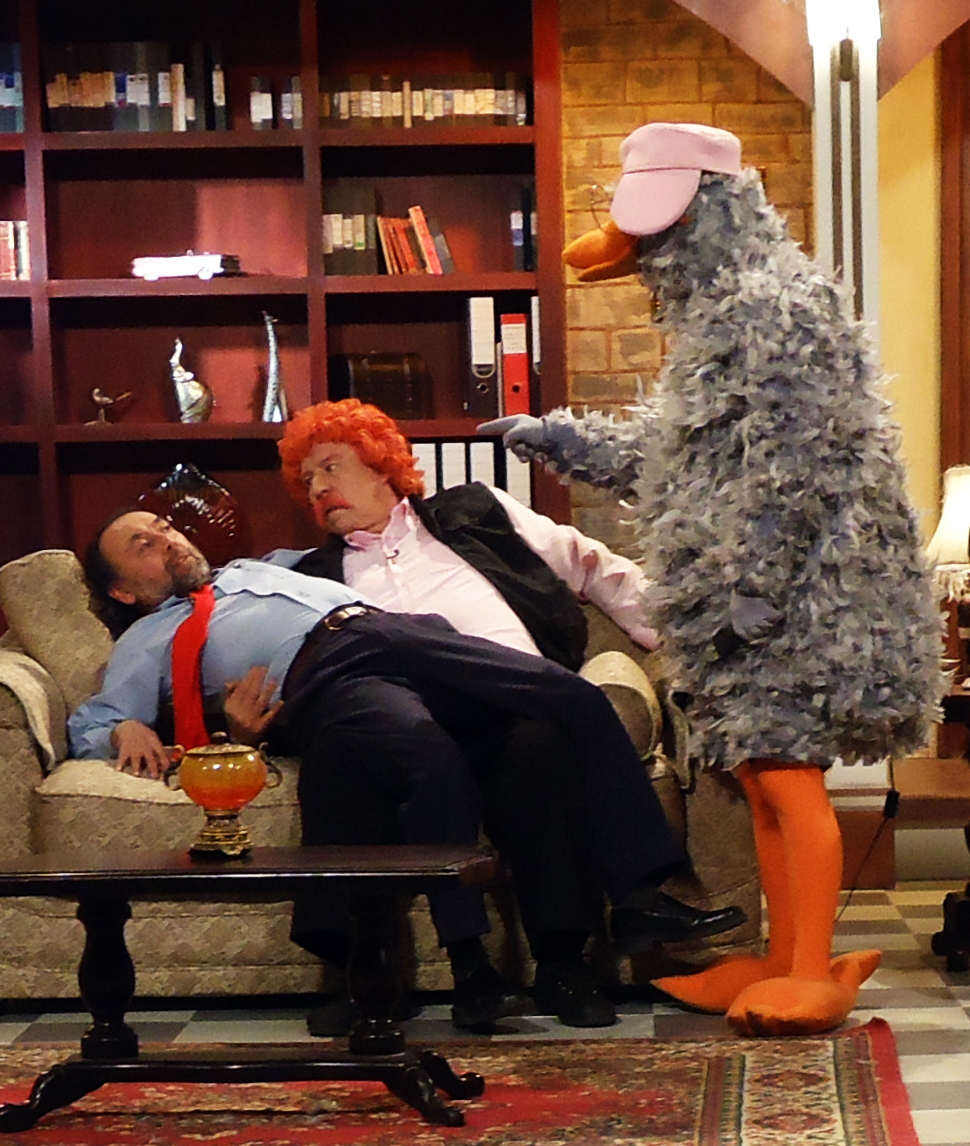
Los personajes de la serie, Don Carter, el Profesor Rossa y Guru-Guru en La mansión Rossa, spin off de El Mundo del Profesor Rossa estrenado en 2011.

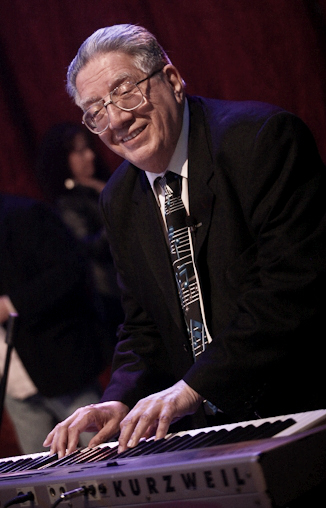
Valentín Trujillo participó en el programa como el Tío Valentín entre 1985 y 1998

- Profesor Rossa (Iván Arenas, 1984-2002): se caracterizaba por sus dibujos simples y didácticos, con los cuales lograba entretener, informar y educar, tanto a los niños como los adultos de las numerosas familias chilenas que veían su programa. Para interpretar al profesor Rossa, Arenas vestía una peluca de color rosa-anaranjado y teñía sus bigotes reales del mismo color. Su frase característica era ¡Papi, mami, niños!.

- Tío Valentín (Valentín Trujillo, 1984-1998): Durante las primeras temporadas, era un personaje estable, musicalizaba el programa, y de vez en cuando aportaba con algún dato, obviamente ligado a lo musical. Al pasar varios años, debido al traslado de Trujillo a Miami a la versión de Sábado Gigante Internacional hecha por Univision en 1993, el personaje empezó a disminuir su continuidad en el programa infantil, teniendo como máximo 2 apariciones mensuales, cuando él estaba en Chile y podía grabar; en esta etapa su personaje aparecía visitando a los demás protagonistas en la casa (curiosamente, la escenografía ocupada para el programa entre 1992 y 1999 representaba una casona que según la historia, era propiedad del Tío Valentín y había pertenecido a sus antepasados). En sus apariciones de los años '90, el personaje de Trujillo mostró una personalidad un poco más «infantil y traviesa», al volverse muchas veces compañero de maldades de Guru-Guru y Don Carter, además de escuchar las enseñanzas del profesor. Trujillo estuvo presente desde los inicios del programa, y su última aparición tuvo lugar en octubre de 1998, algunos años antes de su cancelación.

- Guru Guru (Francisco Ossa, 1986-1990; Claudio Moreno, 1991-2002): El es un palomo mensajero de plumas grises que usaba una gorra rosa. Hijo adoptivo del Profesor Rossa. El entonces asistente de producción Francisco "Pancho" Ossa Wood fue el creador del personaje y quien por primera vez vistió el traje. Usaba un disfraz de cuerpo entero, y hablaba de una forma muy particular en la que mayoritariamente podía entendérsele la letra G. En sus inicios no hablaba. Solo se limitaba decir la frase "¡Agere, gere!"'. Ello le valió desde un comienzo el nombre de Guru Guru a su personaje. Posteriormente bajo la interpretación del actor Claudio Moreno, el personaje comenzó a hablar e incluso a formar parte esencial del programa. Una de sus particularidades es que, como es un ave, no puede pronunciar bien el lenguaje humano, por lo que sus palabras generalmente no se entienden del todo. Su personalidad es la de un niño travieso, sensible, iluso, curioso y aventurero. Con el tiempo fue desarrollando varios gags, entre ellos el de mencionar a un científico ficticio llamado David Hackenger en cada ocasión, o bailar al son de la canción «Toda la vida» de Emmanuel cuando alguien decía esa expresión. Se decía siempre que iba al colegio, pero nunca se especificaba que año estaba cursando.

- Don Carter (Juan Alcayaga, 1991-2002): cartero y amigo de la casa. Vestía por lo general una camisa celeste y jamás se quitaba su corbata roja, pues era parte de su uniforme de trabajo.

## Viajes
Otra de las características que destacaban en este programa en sus mejores años, eran los diversos viajes que solían hacer el Profesor Rossa y Guru-Guru a diversos puntos del país y el exterior, a veces visitando zonas selvaticas para enseñar in situ cosas de la naturaleza, y otras veces lugares urbanizados (en este caso, casi siempre del extranjero), para mostrar la cultura y civilización de esas ciudades o países, a estos viajes solo iban el profe y el pájaro, esto no cambió al llegar Don Carter al programa en abril de 1991, lo cual durante muchas temporadas se prestó para chistes del cartero, que terminaron siendo habituales, "quejándose" y a veces "llorando" por no ser llevado a estos viajes, de todos modos, en algunas ocasiones Don Carter si acompañó a Guru-Guru a algunas salidas (sin el profe), a zonas del país relativamente cercanas a Santiago, como Valparaíso (junio de 1997, aunque esa vez en verdad fue Guru-Guru, quien lo acompañó a él a repartir cartas), y Pomaire (septiembre 1999), entre otros.
Durante los años del programa, el Profe y Guru-Guru realizaron muchos viajes a diversos lugares de Chile y el mundo. Dentro del territorio nacional, entre muchos otros, visitaron lugares como Iquique, Antofagasta, Valparaíso o la Isla Quiriquina. Cada verano austral, cuando el programa entraba en receso, se realizaron viajes al extranjero, como Francia, Rusia, Japón y África (en este último caso en dos ocasiones). 
En los años 2000 y 2002, las dificultades de presupuesto por las que pasaban Canal 13 y obviamente el programa, impidieron la realización de más viajes fuera de Chile, esto fue reconocido años más tarde por el propio Iván Arenas, quien señaló que debió irse de Canal 13 en marzo de 2002 porque le ofrecieron una suma irrisoria para continuar. 
El Profesor Rossa también participó de la promoción La Llamada Millonaria de los Yoghurt y Postres La Lechera Nestlé en 1997 que sorteaba un safari a África para dos personas. Fue tal la popularidad del concurso, que el teléfono al cual se debía llamar permanecía colapsado. Consistía en una pregunta que debía ser contestada por el interesado, y si era correcta, se tomaban los datos y se dejaba un código.

## Controversias

### El video prohibido del profesor Rossa (2002)

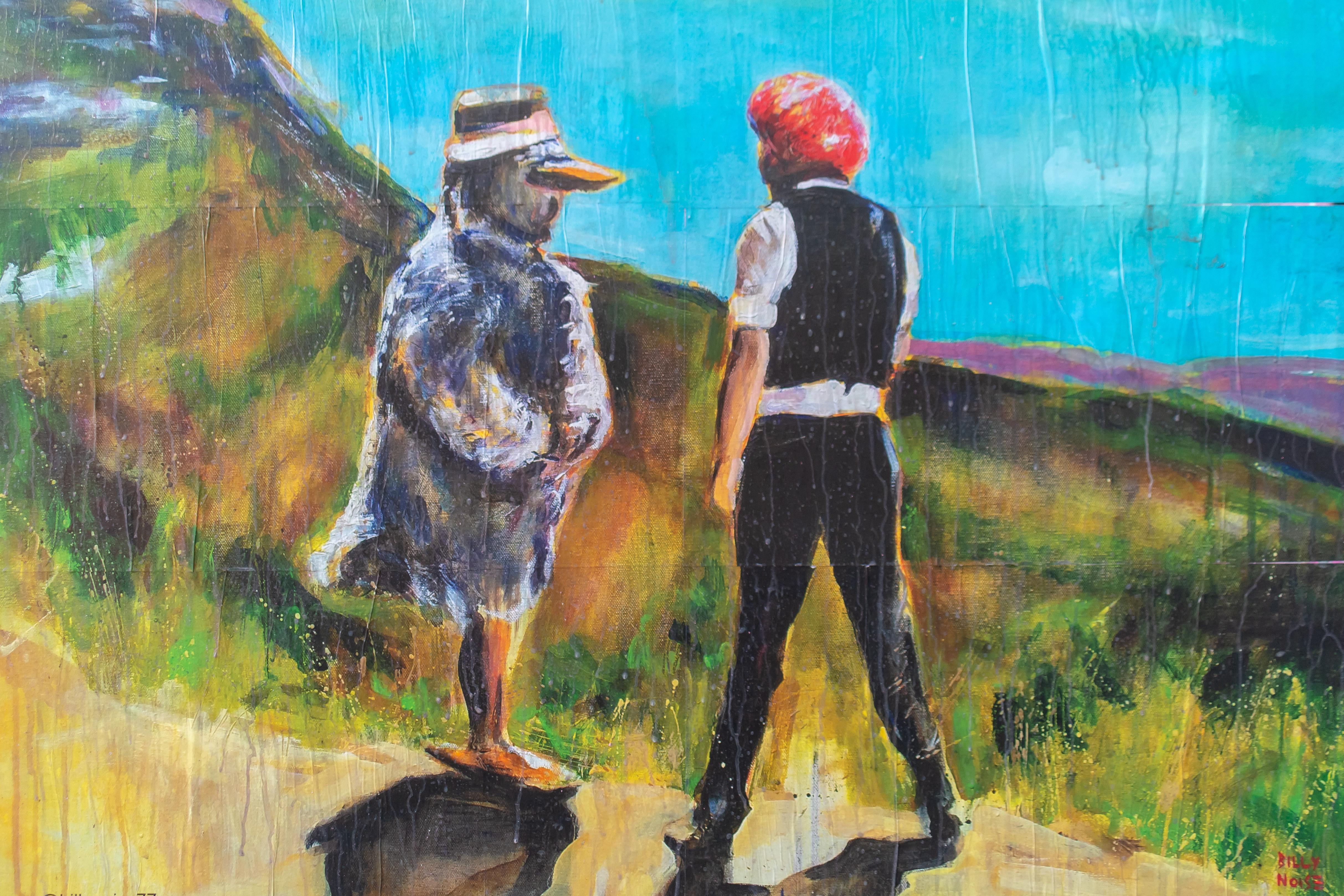
Mural video prohibido. Autor de la obra [https://www.instagram.com/billynoise77?igsh=c28wZW0yN2llc3Vm Billy Noise

El programa llegó a su fin en 2002 bajo la administración de Enrique García Fernández (director ejecutivo de Canal 13 en ese entonces) por razones económicas. Coincidentemente, por la misma época, en abril de 2002 se hizo público un video de chascarros titulado El video prohibido del Profesor Rossa, al que erróneamente se atribuyó el abrupto fin del programa. En el video aparecían los cuatro personajes haciendo tomas falsas, donde se les veía peleando a modo de broma y hablando con groserías. El video fue inicialmente editado como un regalo de broma para Arenas para su cumpleaños N° 50 en 2001, la cual, la copia del video original se escapó de las manos llegando a ser compartido en Canal 13 y la Universidad Uniacc de manera interna y privada pero su difusión masiva se debió cuando fue subido al sitio web Elantro.cl. La broma se hizo conocida principalmente vía Internet, y tal fue la propagación que el asunto llegó a ser noticia en todo Chile, en un año donde la farándula chilena era muy agresiva y acaparaba portadas en los diarios, matinales y programas de espectáculos de aquel año. 
El programa finalizó en febrero de 2002 y el video fue difundido en abril de ese año por lo que se asoció que el polémico video fue la causa del fin del programa pero esto no fue así, debido a que el equipo del programa no llegó a acuerdo económico para seguir produciéndolo. Incluso el programa iba a volver en septiembre de 2002, los sábados a las 22.00 horas, pero fue definitivamente cancelado bajo la decisión de Vasco Moulian, quien era el director del área infantil de Canal 13.
El video prohibido del Profesor Rossa ha sido catalogado como el primer video viral de Chile, debido a que se difundió cuando internet ya estaba masificando en la población chilena, incluso siendo comercializado en disketes y CD en persas y ferias libres.

## Referencias culturales

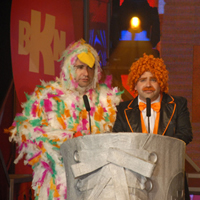
Pablo Zamora y Kurt Carrera alcanzaron gran éxito realizando la parodia.